# Harald Smedvik
Harald Gunvald Smedvik (28 marzo 1888 – 5 agosto 1956) è stato un ginnasta norvegese.

## Palmarès

### Olimpiadi
- Argento a Londra 1908 nel concorso a squadre.